# Melicope polybotrya
Melicope polybotrya är en vinruteväxtart som först beskrevs av C. Moore & F. Muell., och fick sitt nu gällande namn av Thomas Gordon Hartley och Peter Shaw Green. Melicope polybotrya ingår i släktet Melicope och familjen vinruteväxter. Inga underarter finns listade i Catalogue of Life.